# 이허량
이허량(李許樑, 1567년~1597년)은 조선의 의병이다.

## 생애
1597년, 정유재란 당시 의병을 일으켜 정읍으로 오는 왜병과 맞섰다. 그러다 정읍 사현(沙峴)에서 부인 유씨도 왜병에 의해 죽게되었다.
그의 사후인 1623년, 조선 조정에서는 정려를 내리고 이허량은 통정대부(通政大夫), 그의 부인 유씨는 숙부인(淑夫人)으로 봉했다.